# Мельник Марко Никифорович
Марко (Марк) Никифорович Мельник (9 лютого 1914, Лозовата — 2 листопада 1997, Київ) — український лікар-епідеміолог, державний службовець. Доктор медичних наук (1972), професор (1974). Заслужений діяч науки УРСР (1983). Здійснив вагомий внесок у протиепідеміологічне та санітарне забезпечення України, організацію охорони здоров'я, розширив лікувально-профілактичну мережу, досліджував інфекційні захворювання, зокрема, токсоплазмоз.
Учасник німецько-радянської та радянсько-фінської воєн, підполковник медичної служби. Пройшов війну на посаді помічника начальника епідеміологічного відділу санітарного управління 2-го Українського фронту, нагороджений декількома орденами та медалями.
Після завершення війни, понад 15 років — старший епідеміолог Одеського районного відділу охорони здоров'я (1946—1962). Протягом 10 років — заступник міністра охорони здоров'я УРСР, головний державний санітарний лікар країни (1963—1973). Майже 25 років — науковий співробітник Київського науково-дослідного інституту епідеміології, мікробіології та паразитології (1973—1997), з яких 8 років — директор інституту. Автор понад 100 наукових робіт.

## Життєпис
Народився 9 лютого 1914-го року у селі Лозовата на Вінниччині. У 1939-му році закінчив Одеський медичний інститут.
З початком німецько-радянської війни служив лікарем полку та батальону, виконував протиепідеміологічні завдання. Брав участь у медичному забезпеченні під час звільнення України, Угорщини, Румунії, Австрії та Чехословаччини. Входив до складу медично-санітарної комісії у деокупованому Будапешті.
Пройшов війну на посаді помічника начальника епідеміологічного відділу санітарного управління 2-го Українського фронту, демобілізований у званні підполковника медичної служби. Нагороджений декількома орденами та медалями, зокрема, орденом Червоної Зірки.
З 1946-го по 1962-й роки — старший епідеміолог Одеського районного відділу охорони здоров'я. Протягом року (1962—1963) завідував кафедрою організації охорони здоров'я своєї alma mater — Одеського медичного інституту.
З 1963-го року — заступник міністра охорони здоров'я УРСР Платона Шупика (з 1969-го року — Василя Братуся). Одночасно — головний державний санітарний лікар УРСР. На цій посаді у 1970-му році брав участь у ліквідації епідемії холери в Одесі. Проводив практичні заняття зі студентами кафедри комунальної гігієни Київського медичного інституту.

Могила Марка Мельника, Байкове кладовище

У 1965-му році здобув науковий ступінь кандидата медичних наук, захистивши дисертацію на тему «Материалы по изучению токсоплазмоза в Одесской области». З 1972-го року — доктор медичних наук (дисертація на тему «Токсоплазмоз в УССР»). Через два роки затверджений у вченому званні професора.
З 1973-го року — директор Київського науково-дослідного інституту епідеміології, мікробіології та паразитології. Під керівництвом Марка Мельника в інституті, зокрема, організовані нові лабораторії, побудований новий віварій.
У 1981-му році залишив директорську посаду, очолив лабораторію імунохімії, пізніше — експериментально-виробничу лабораторію. З 1987-го року до кінця життя — консультант інституту.
Автор понад 100 наукових робіт. Здійснив вагомий внесок у протиепідеміологічне та санітарне забезпечення України, організацію охорони здоров'я, розширив лікувально-профілактичну мережу, досліджував інфекційні захворювання, зокрема, токсоплазмоз.
Помер на 84-му році життя 2 листопада 1997-го року. Похований разом з родиною на Байковому кладовищі (ділянка № 49а).

## Науковий доробок (частковий)
- «Лечебно-профилактическое обслуживание сельского населения Одесской области»: [Сборник статей] / [Ред. коллегия: М. Н. Мельник (ред.) и др.]. — Одесса: Кн. изд-во, 1963. — 177 с.; 21 см.
- «Методическое письмо по выявлению, диагностике, лечению и профилактике токсоплазмоза»: [Утв. Учен. советом МЗ УССР] / М-во здравоохранения УССР. Укр. науч.-исслед. ин-т охраны материнства и детства им. Героя Советского Союза проф. П. М. Буйко. — Киев: [б. и.], 1963. — 20 с.; 20 см.
- «О состоянии и задачах по улучшению санитарного надзора в Украинской ССР»: (доклад на VII Съезде гигиенистов Украины) / М. Н. Мельник ; М-во здравоохранения УССР. Науч. о-во гигиенистов УССР. — Киев: [б. и.], 1964. — 26 с.; 20 см.
- «Токсоплазмоз»: Труды науч. конференций, состоявшихся в г. Киеве 21-23 дек. 1962 г. и в г. Одессе 25-27 апр. 1963 г. / М-во здравоохранения УССР. Укр. науч.-исслед. ин-т охраны материнства и детства им. Героя Советского Союза проф. П. М. Буйко. Науч. о-ва акушеров-гинекологов, эпидемиологов, микробиологов и инфекционистов УССР ; Под ред. М. Н. Мельника и А. Г. Пап. — Киев: Здоровье, 1964. — 318 с. : ил.; 22 см.
- «Вопросы гигиены труда и профилактики профессиональных заболеваний в угольной промышленности»: (Пособие для врачей, обучающих рабочих и ИТР угольной промышленности) / М-во здравоохранения УССР. Донецкий науч.-исслед. ин-т гигиены труда и проф. заболеваний ; Под общ. ред. доц. М. Н. Мельника. — Киев: Здоров'я, 1965. — 90 с.; 20 см.
- «Материалы Всесоюзного совещания по вопросам гигиены питания. Львов, 8-10 октября 1964 г.» / Под ред. доц. М. Н. Мельника, проф. А. И. Столмаковой ; М-во здравоохранения СССР. М-во здравоохранения УССР. Львовский науч.-исслед. ин-т эпидемиологии и микробиологии. Укр. респ. науч. о-во гигиенистов. — Киев: Здоров'я, 1966. — 128 с.; 21 см.
- «Токсоплазмоз»: (Эпидемиология, клиника, терапия и профилактика) / Л. К. Коровицкий, М. Н. Мельник, А. Е. Григорашенко, А. Г. Станков. — 2-е изд., перераб. и доп. — Киев: Здоров'я, 1966. — 288 с. : ил.; 20 см.
- «Токсоплазмоз»: [Материалы к конференции. 1-2 апр. 1965 г.] / М-во здравоохранения УССР. Киевский науч.-исслед. ин-т педиатрии, акушерства и гинекологии им. Героя Советского Союза проф. П. М. Буйко ; [Ред. коллегия: М. Н. Мельник (отв. ред.) и др.]. — Киев: Здоров'я, 1966. — 277 с. : ил.; 22 см.
- «Здравоохранение, физкультура и спорт»: [Фотоочерк]. — Мельник М. Н., Савицкий П. Ф., Киев: Здоров'я, 1967. — 40 с. : ил.; 20х23 см.
- «Токсоплазмоз в патологии человека» / М. Н. Мельник, А. Е. Григорашенко. — Киев: Здоров'я, 1967. — 60 с. : ил.; 16 см.
- «Токсоплазмоз»: [Сборник статей] / [Ред. коллегия: М. Н. Мельник (отв. ред.) [и др.]. — Киев: Здоров'я, 1971. — 192 с.; 20 см.
- «Эпидемиология и профилактика токсоплазмоза в УССР» — Киев: Здоров'я, 1974. — 144 с. : ил.; 17 см.
- «Токсоплазмоз» / [М. Н. Мельник, Л. К. Коровицкий, А. Е. Григорашенко, И. Д. Нетребко]. — 3-е изд., перераб. и доп. — Киев: Здоров'я, 1978. — 183 с. : ил.; 21 см.
- «Методические рекомендации по организации борьбы с токсоплазмозом в сельской местности» / М-во здравоохранения УССР ; [Сост. проф. М. Н. Мельник и И. Д. Нетребко]. — Киев: б. и., 1979. — 20 с.; 20 см.
- «Эпидемический паротит» / [М. Н. Мельник, д. м. н., проф., В. А. Шатило, С. А. Лихторович и др.]. — Киев: Здоров'я, 1979. — 155 с., 1 л. табл. : ил.; 20 см.
- «Тезисы докладов X украинского республиканского съезда микробиологов, эпидемиологов и паразитологов, 16-18 сент. 1980 г. (Харьков)» / Под общ. ред. А. В. Павлова, М. Н. Мельника. — Киев: Укр. науч. о-во микробиологов, эпидемиологов и паразитологов, 1980. — 324 с.; 21 см.
- «Профилактика острых кишечных инфекций в детских дошкольных учреждениях» / М. Н. Мельник, Д. К. Тищенко. — Киев: Здоров'я, 1982. — 62 с. : ил.; 20 см.
- «Методические рекомендации по применению кишечной палочки М-17 для определения факторов передачи кишечных инфекций и оценки санитарно-гигиенического режима в детских, лечебно-профилактических учреждениях и пищевых объектах» / М-во здравоохранения УССР; [Сост. М. Н. Мельником и др.]. — Киев: Б. и., 1984. — 21 с.; 20 см.
- «Острые кишечные инфекции, вызванные условно патогенными микроорганизмами» / [Е. П. Бернасовская, В. Н. Бычковский, С. И. Бидненко и др.]; Под ред. М. Н. Мельника. — Киев: Здоров'я, 1984. — 152 с. : ил.; 20 см.
- «Профилактика острых кишечных инфекций в детских дошкольных учреждениях» / М. Н. Мельник, Д. К. Тищенко, В. А. Шатило. — 2-е изд., перераб. и доп. — Киев: Здоров'я, 1985. — 62 с. : ил.; 20 см.
- «Кишечные инфекции»: Респ. междувед. сб. / М-во здравоохранения СССР ; [Редкол.: М. Н. Мельник (отв. ред.) и др.]. — Киев: Здоров'я. — 20 см. (22 выпуска, 1980—1991)